# Близанци (сазвежђе)
Близанци (лат. Gemini) је једно од сазвежђа зодијака. Констелација је видљива са северне полулопте за време зиме, позиционирана је између Бика, Рака, Ориона, Кочијаша, Риса, Једнорога и Малог Пса.

### Значајни објекти дубоког свемира
Најпознатији објекат је звездано јато М35. Поред њега се налази тамније и удаљеније расејано јато NGC 2158. Сазвешђе садржи и неколико планетарних маглина од којих се истиче маглина Еским. Због специфичног облика гасне овојнице, маглина у телескопу изгледа као глава Ескима са парком. У средини сазвежђа налази се тамнија планетарна маглина, NGC 2371, а специфична је по томе што је подељена на два дела.
У Близанцима налази се и пулсар Геминга. Геминга је нама најближи пулсар, удаљен само 552 светлосних година. Пулсар је настао у експлозији супернове пре отприлике 300.000 година.

### Звезде
- Кастор (α Близанаца) - шестострука звезда, магнитуде 1,58, удаљена око 49,8 светлосних година
- Полукс (β Близанаца) - наранџасти див, магнитуде 1,15, удаљена око 33,7 светлосних година
- Алхена (γ Близанаца) - магнитуде 1,93, удаљена око 105 светлосних година
- μ Близанаца - магнитуде 2,87, удаљена око 232 светлосних година
- η Близанаца - двострука звезда, магнитуде 3,15, удаљена око 350 светлосних година, пратилац има сјај од 8,80 магнитуда

### Митологија
Најсветлије звезде овог сазвешђа зову се Кастор и Полукс (α и β Geminorum), по истоименим божанским близанцима из грчке митологије. Називани су још и Диоскури, а били су синови бога Зевса и Леде, као браћа Хелене и Клитемнестре. Римска митологија одаје много веће поштовање Кастору. Латинско Полидеуково име гласи Полукс (Pollux).
Њихов се дан славио 15. маја, а храм им се налазио на римском форуму. Древни их извори вежу и уз јутарњу и вечерњу звезду.